# Prix du Jockey Club
Prix du Jockey Club, ibland kallat Franskt Derby, är ett franskt galopplöp för treåriga fullblod (ej valacker), som rids årligen på Chantilly Racecourse i Chantilly i Frankrike. Det är ett Grupp 1-löp, det vill säga ett löp av högsta internationella klass. Löpet rids över 2100 meter på gräs i juni. Löpet reds för första gången 1836, och har en samlad prissumma på 1,5 miljon euro.

## Segrare sedan 1950
| År   | Häst               | Jockey               | Tränare              | Ägare                        | Tid     |
| ---- | ------------------ | -------------------- | -------------------- | ---------------------------- | ------- |
| 1950 | Scratch            | Rae Johnstone        | Charles Semblat      | Marcel Boussac               | 2:32.2  |
| 1951 | Sicambre           | Paul Blanc           | Max Bonaventure      | Jean Stern                   | 2:35.1  |
| 1952 | Auriban            | Rae Johnstone        | Charles Semblat      | Marcel Boussac               | 2:29.2  |
| 1953 | Chamant            | Maxime Garcia        | Mick Bartholomew     | Henri Letellier              | 2:29.4  |
| 1954 | Le Petit Prince    | René Bertiglia       | Charles Semblat      | Laudy Lawrence               | 2:43.3  |
| 1955 | Rapace             | Freddie Palmer       | Robert Wallon        | François de Ganay            | 2:37.4  |
| 1956 | Philius            | Serge Boullenger     | Charlie Elliott      | Marcel Boussac               | 2:45.1  |
| 1957 | Amber              | Maxime Garcia        | Richard Carver       | Mrs André Mariotti           | 2:34.0  |
| 1958 | Tamanar            | Jean Deforge         | John Cunnington Sr.  | Ramon Beamonte               | 2:34.8  |
| 1959 | Herbager           | Guy Chancelier       | Pierre Pelat         | Simone Del Duca              | 2:34.0  |
| 1960 | Charlottesville    | George Moore         | Alec Head            | HH Aga Khan IV               | 2:34.8  |
| 1961 | Right Royal        | Roger Poincelet      | Etienne Pollet       | Elisabeth Couturié           | 2:31.6  |
| 1962 | Val de Loir        | Freddie Palmer       | Max Bonaventure      | Marquise du Vivier           | 2:29.4  |
| 1963 | Sanctus            | Maurice Larraun      | Etienne Pollet       | Jean Ternynck                | 2:33.4  |
| 1964 | Le Fabuleux        | Jean Massard         | William Head         | Mrs Guy Weisweiller          | 2:32.4  |
| 1965 | Reliance           | Yves Saint-Martin    | François Mathet      | François Dupré               | 2:36.2  |
| 1966 | Nelcius            | Yves Saint-Martin    | Miguel Clément       | Paul Duboscq                 | 2:36.8  |
| 1967 | Astec              | André Jézéquel       | A. Lieux             | Louis de La Rochette         | 2:29.8  |
| 1968 | Tapalque           | Yves Saint-Martin    | François Mathet      | Arpad Plesch                 | 2:32.2  |
| 1969 | Goodly             | Freddy Head          | William Head         | Maurice Lehmann              | 2:30.4  |
| 1970 | Sassafras          | Yves Saint-Martin    | François Mathet      | Arpad Plesch                 | 2:31.1  |
| 1971 | Rheffic            | Bill Pyers           | François Mathet      | Mrs François Dupré           | 2:32.0  |
| 1972 | Hard to Beat       | Lester Piggott       | Richard Carver Jr.   | Junzo Kashiyama              | 2:27.1  |
| 1973 | Roi Lear           | Freddy Head          | Alec Head            | Germaine Wertheimer          | 2:34.2  |
| 1974 | Caracolero         | Philippe Paquet      | François Boutin      | María Félix Berger           | 2:32.1  |
| 1975 | Val de l'Orne      | Freddy Head          | Alec Head            | Jacques Wertheimer           | 2:35.2  |
| 1976 | Youth              | Freddy Head          | Maurice Zilber       | Nelson Bunker Hunt           | 2:27.4  |
| 1977 | Crystal Palace     | Gérard Dubroeucq     | François Mathet      | Guy de Rothschild            | 2:29.6  |
| 1978 | Acamas             | Yves Saint-Martin    | Guy Bonnaventure     | Marcel Boussac               | 2:32.3  |
| 1979 | Top Ville          | Yves Saint-Martin    | François Mathet      | HH Aga Khan IV               | 2:25.3  |
| 1980 | Policeman          | Willie Carson        | Charlie Milbank      | Frederick Tinsley            | 2:27.3  |
| 1981 | Bikala             | Serge Gorli          | Patrick Biancone     | Jules Ouaki                  | 2:29.5  |
| 1982 | Assert             | Christy Roche        | David O'Brien        | Robert Sangster              | 2:29.5  |
| 1983 | Caerleon           | Pat Eddery           | Vincent O'Brien      | Robert Sangster              | 2:27.3  |
| 1984 | Darshaan           | Yves Saint-Martin    | Alain de Royer-Dupré | HH Aga Khan IV               | 2:32.2  |
| 1985 | Mouktar            | Yves Saint-Martin    | Alain de Royer-Dupré | HH Aga Khan IV               | 2:34.0  |
| 1986 | Bering             | Gary Williams Moore  | Criquette Head       | Ghislaine Head               | 2:24.1  |
| 1987 | Natroun            | Yves Saint-Martin    | Alain de Royer-Dupré | HH Aga Khan IV               | 2:30.8  |
| 1988 | Hours After        | Pat Eddery           | Patrick Biancone     | Marquesa de Moratalla        | 2:33.4  |
| 1989 | Old Vic            | Steve Cauthen        | Henry Cecil          | Sheikh Mohammed              | 2:28.7  |
| 1990 | Sanglamore         | Pat Eddery           | Roger Charlton       | Khalid Abdullah              | 2:24.7  |
| 1991 | Suave Dancer       | Cash Asmussen        | John Hammond         | Henri Chalhoub               | 2:27.4  |
| 1992 | Polytain           | Frankie Dettori      | Antonio Spanu        | Mrs Bruno Houillion          | 2:30.3  |
| 1993 | Hernando           | Cash Asmussen        | François Boutin      | Stavros Niarchos             | 2:27.2  |
| 1994 | Celtic Arms        | Gérald Mossé         | Pascal Bary          | Jean-Louis Bouchard          | 2:31.3  |
| 1995 | Celtic Swing       | Kevin Darley         | Lady Herries         | Peter Savill                 | 2:32.8  |
| 1996 | Ragmar             | Gérald Mossé         | Pascal Bary          | Jean-Louis Bouchard          | 2:27.2  |
| 1997 | Peintre Celebre    | Olivier Peslier      | André Fabre          | Daniel Wildenstein           | 2:29.6  |
| 1998 | Dream Well         | Cash Asmussen        | Pascal Bary          | Familjen Niarchos            | 2:29.3  |
| 1999 | Montjeu            | Cash Asmussen        | John Hammond         | Michael Tabor                | 2:33.5  |
| 2000 | Holding Court      | Philip Robinson      | Michael Jarvis       | John Good                    | 2:31.8  |
| 2001 | Anabaa Blue        | Christophe Soumillon | Carlos Lerner        | Charles Mimouni              | 2:27.9  |
| 2002 | Sulamani           | Thierry Thulliez     | Pascal Bary          | Familjen Niarchos            | 2:25.0  |
| 2003 | Dalakhani          | Christophe Soumillon | Alain de Royer-Dupré | HH Aga Khan IV               | 2:26.7  |
| 2004 | Blue Canari        | Thierry Thulliez     | Pascal Bary          | Jean-Louis Bouchard          | 2:25.2  |
| 2005 | Shamardal          | Frankie Dettori      | Saeed bin Suroor     | Godolphin                    | 2:09.0  |
| 2006 | Darsi              | Christophe Soumillon | Alain de Royer-Dupré | HH Aga Khan IV               | 2:05.8  |
| 2007 | Lawman             | Frankie Dettori      | Jean-Marie Béguigné  | Marzocco / Ciampi            | 2:05.9  |
| 2008 | Vision d'Etat      | Ioritz Mendizabal    | Eric Libaud          | Detré / Libaud               | 2:08.6  |
| 2009 | Le Havre           | Christophe Lemaire   | Jean-Claude Rouget   | G. Augustin-Normand          | 2:06.8  |
| 2010 | Lope de Vega       | Maxime Guyon         | André Fabre          | Gestüt Ammerland             | 2:07.1  |
| 2011 | Reliable Man       | Gérald Mossé         | Alain de Royer-Dupré | Pride Racing Club            | 2:07.7  |
| 2012 | Saonois            | Antoine Hamelin      | Jean-Pierre Gauvin   | Pascal Trevye                | 2:08.1  |
| 2013 | Intello            | Olivier Peslier      | André Fabre          | Wertheimer et Frère          | 2:07.89 |
| 2014 | The Grey Gatsby    | Ryan Moore           | Kevin Ryan           | Frank Gillespie              | 2:05.58 |
| 2015 | New Bay            | Vincent Cheminaud    | André Fabre          | Khalid Abdullah              | 2:05.69 |
| 2016 | Almanzor           | Jean-Bernard Eyquem  | Jean-Claude Rouget   | Caro & Augustin-Normand      | 2:11.62 |
| 2017 | Brametot           | Cristian Demuro      | Jean-Claude Rouget   | Al Shaqab / Augustin-Normand | 2:06.51 |
| 2018 | Study of Man       | Stéphane Pasquier    | Pascal Bary          | Flaxman Stables Ireland      | 2:07.44 |
| 2019 | Sottsass           | Cristian Demuro      | Jean-Claude Rouget   | White Birch Farm             | 2:02.90 |
| 2020 | Mishriff           | Ioritz Mendizabal    | John Gosden          | A A Faisal                   | 2:04.01 |
| 2021 | St Mark's Basilica | Ioritz Mendizabal    | Aidan O'Brien        | Smith / Magnier / Tabor      | 2:07.30 |
| 2022 | Vadeni             | Christophe Soumillon | Jean-Claude Rouget   | HH Aga Khan IV               | 2:06.65 |

1. ↑  2020 års upplaga av löpet reds i juli på grund av den rådande Covid-19-pandemin

## Earlier winners
- 1836: Franck
- 1837: Lydia
- 1838: Vendredi
- 1839: Romulus
- 1840: Tontine
- 1841: Poetess
- 1842: Plover
- 1843: Renonce 1
- 1844: Lanterne
- 1845: Fitz Emilius
- 1846: Meudon
- 1847: Morok
- 1848: Gambetti
- 1849: Experience
- 1850: Saint Germain
- 1851: Amalfi
- 1852: Porthos
- 1853: Jouvence
- 1854: Celebrity
- 1855: Monarque
- 1856: Lion 1
- 1857: Potocki
- 1858: Ventre Saint Gris
- 1859: Black Prince
- 1860: Beauvais
- 1861: Gabrielle d'Estrees
- 1862: Souvenir
- 1863: La Toucques
- 1864: Bois Roussel
- 1865: Gontran
- 1866: Florentin
- 1867: Patricien
- 1868: Suzerain
- 1869: Consul
- 1870: Bigarreau
- 1871: inget löp
- 1872: Revigny
- 1873: Boiard
- 1874: Saltarelle
- 1875: Salvator
- 1876: Kilt
- 1877: Jongleur
- 1878: Insulaire
- 1879: Zut
- 1880: Beauminet
- 1881: Albion IV
- 1882: Dandin / Saint James 2
- 1883: Frontin
- 1884: Little Duck
- 1885: Reluisant
- 1886: Sycomore / Upas 2
- 1887: Monarque II
- 1888: Stuart
- 1889: Clover
- 1890: Heaume
- 1891: Ermak
- 1892: Chene Royal
- 1893: Ragotsky
- 1894: Gospodar
- 1895: Omnium II
- 1896: Champaubert
- 1897: Palmiste
- 1898: Gardefeu
- 1899: Perth
- 1900: La Moriniere
- 1901: Saxon
- 1902: Retz
- 1903: Ex Voto
- 1904: Ajax
- 1905: Finasseur
- 1906: Maintenon
- 1907: Mordant
- 1908: Quintette / Sea Sick 2
- 1909: Negofol
- 1910: Or du Rhin
- 1911: Alcantara
- 1912: Friant
- 1913: Dagor
- 1914: Sardanapale
- 1915: inget löp
- 1916: Teddy
- 1917: Brumelli
- 1918: Montmartin
- 1919: Tchad
- 1920: Sourbier
- 1921: Ksar
- 1922: Ramus
- 1923: Le Capucin
- 1924: Pot au Feu
- 1925: Belfonds
- 1926: Madrigal
- 1927: Mon Talisman
- 1928: Le Correge
- 1929: Hotweed
- 1930: Chateau Bouscaut
- 1931: Tourbillon
- 1932: Strip the Willow
- 1933: Thor
- 1934: Duplex
- 1935: Pearlweed
- 1936: Mieuxce
- 1937: Clairvoyant
- 1938: Cillas
- 1939: Pharis
- 1940: Quicko
- 1941: Le Pacha
- 1942: Magister
- 1943: Verso II
- 1944: Ardan
- 1945: Coaraze
- 1946: Prince Chevalier
- 1947: Sandjar
- 1948: Bey
- 1949: Good Luck

11843 och 1856 års upplagor slutade i dött lopp, men avgjordes senare med skiljeheat.
21882, 1886 och 1908 års upplagor resulterade i dött lopp, och har delade segrare.